# 福井仁美
福井 仁美（ふくい ひとみ、1986年9月28日 - ）は、日本の実業家。
かつてはタレント、モデルとして活動していたが28歳の時に芸能界を引退、現在は数十店舗のエステサロンオーナーであり、ハリウッドブロウリフト創業者、代表取締役社長。
芸能界は引退したが、TWIN PLANET ENTERTAINMENTに名前のみ残されている。飯島町（長野県）のふるさと大使を2016年から務める。

## 来歴
愛知県豊橋市出身。愛知県立時習館高校時代には、『恋のから騒ぎ大騒ぎスペシャル』（日本テレビ）の女子高生スペシャルに出場している。
早稲田大学第一文学部卒業。女子大生タレントとして活動しながら、モデルやスポーツキャスターとしても活動した。2008年から『王様のブランチ』（TBS）のリポーターとして出演し、同番組には8年間出演した。番組内では、映画「天使と悪魔」の監督であるロン・ハワード、主演のトム・ハンクス らに英語でインタビューも挑戦している。
ビットコイン投資の書籍を発売し、女性投資家としても、会社経営者としての側面も持つ。
ビジネス番組 テレビ東京『賢者の選択』のナビゲーター。
エステ数店舗をオーナー経営し、コンサルティング事業もこなす。
2020年、株式会社JULIA IVYで、日本で初めての眉毛美容『ハリウッドブロウリフト』を創業。
事業は急成長をとげ、日本に新たな眉毛美容文化を生み出すことに成功。
先述の通り現在は芸能界をすでに引退しており、実業家として活動している。

## 人物
スポーツ
スポーツ全体に詳しく、特に野球については、高校在学中野球部に所属しマネージャーを務めた経験があるため、野球観戦の際にはスコアも付けている。ウグイス嬢の経験もある。
スポーツ好きから、スポーツ新聞は2誌毎日購読している。
TBSラジオ『エキサイトベースボール』では、番組女子マネージャーとして、磯山さやかと先輩・後輩マネージャーでタッグを組んでいた。
ダイビングのライセンスを持ち、日本、世界中の海をもぐっており、ダイビング専門雑誌の表紙も務めている。
音楽
3歳からヤマハのピアノ専門コースにてピアノを学び、ポーランド管弦楽団とピアノコンチェルトで共演している。
中学時代は吹奏楽部でパーカッションを担当し、個人でもマリンバ独奏で県大会受賞経歴もある。高校時代には音楽の特技を生かし、バンド活動もしていた。

## 出演

### バラエティ
- 王様のブランチ（TBS系、2008年2月2日 - 2015年9月26日）
- 世界まる見え!テレビ特捜部（日本テレビ系）
- 世界一受けたい授業（日本テレビ系）
- 新型学問 はまる!ツボ学（日本テレビ系）
- 1億人の大質問!?笑ってコラえて!（日本テレビ系）
- オビラジR（TBS系） - オビガールGの一員として
- グッドルッキンクラブ!（日本テレビ系）
- 細木数子の春の六星占術祭 芸能人50人大集合（テレビ朝日系）
- ブルーの風～海を渡った拳の絆（BSフジ）
- 音龍門（日本テレビ系） - 朗読少女として
- 秋の東北　激走1200km“滝&紅葉スポット”制覇旅2（テレビ東京系）
- 有吉弘行のドッ喜利王（テレビ朝日）
- カイモノラボ（TBS系）
- イチから住 〜前略、移住しました〜（テレビ朝日、2015年7月12日 - 10月4日）
- ビートたけしのTVタックル（テレビ朝日）
- 賢者の選択（BS12TwellV）

### テレビドラマ
- OLにっぽん（日本テレビ系） - 森清美役
- 白い春（フジテレビ系/関西テレビ放送制作） - 松下晃代役
- RESET 第6話（読売テレビ系）
- コールセンターの恋人（朝日放送/テレビ朝日系） - 小松なみ役
- エンゼルバンク〜転職代理人（朝日放送/テレビ朝日系）

### オリジナルビデオ
- 2ちゃんねるの呪い4（2011年4月22日 ジョリー・ロジャー）「タルパ」

### ラジオ
- TBSラジオ エキサイトベースボール （2007年） - 番組女子マネジャー
- エキサイトベースボールマネージャーズ（TBSラジオ） - 番組メインパーソナリティ
- プロ野球ネットワーク（不定期出演、TBSラジオ） - アシスタント、インタビュアー
- 水野雄仁のGスタジアム（ラジオ日本） - 番組パーソナリティ
- JUNNUレポート（bayfm） - 番組メインパーソナリティ
- Sugarcandy（毎週金曜日　20時～、目黒FM） - 番組メインパーソナリティ

### 雑誌
- 「ViVi」 - net ViVi専属モデル
- 「JJ」
- 「Honey girl」
- 「S Cawaii!」
- 「bea's up」
- 「anan」
- 「週刊ベースボール」こだわり野球熱伝
- kakimoto arms spring collectionモデル
- 「Disney FAN」（2008年9月号）
- 「月間ダイバー」（2013年8月号）
- 「NAVI　CARS」（2013年8月号）
- 「LaSCUBA」（2016年5月号）
- 「CECIL McBEEMOOK」

### 講演会
- 「長野県庁リニア勉強会」移住推進講演会
- 「JOIN移住交流地域おこしフェア」移住講演会
- 「八十二銀行あづみの経営会」ゲスト講演

### イベント
- 「HALLOWEEN　PET　PARTY」（2013年10月）
- 「東京モーターショー」（2013年11月）

### ランウェイ
- 「TOKYO RUNWAY2015」

### インターネットテレビ
- Japanese news - ニュースキャスター
- UGA パンダランド - MC
- 福井仁美のFunFunEXERMUSIC

### 広告モデル、ステージ、MC
- ユニリーバ「LUX カラーシャインシャンプー」 - モデル
- ダーツショウ2006 MC
- avex チョークスリーパー LIVE  MC
- EXLIM 新商品発表記者会見　MC
- 「Action for NIPPON」MC
- 「Candy Collection」Amebaキャンディ
- 「Hawaiian MAY！」公式アンバサダー

## コラボ商品
- 「niita×HITOMI HUKUI」
- 「grace1103」

## 著書
- 「オトナ美人になるレッスン」日本文芸社
- 「ビットコイン投資入門」株式会社masterpeace

## ピアノ受賞経歴
- 「ジュニアオリジナルコンサート 愛知地区コンサート優秀賞（96,97）
- 「ウィーン音楽コンクール in JAPAN」本選入賞（1998年）
- 「日本ピアノ教育連盟ピアノオーディション」本選決勝入選（1998年）
- 「全日本学生音楽コンクール 名古屋大会入選（99）
- 「ピティナ・ピアノコンペティション」東海地区本選優秀賞（95,97,99,00,02）
- 「ピティナ・ピアノコンペティション」全国決勝大会入選（2000年）
- 「ショパン国際ピアノコンクール in ASIA」出場（2002年）
- 「日本ピアノ教育連盟ピアノオーディション奨励賞（94,97,98,99）